# Paramphiascella austroatlantica
Paramphiascella austroatlantica is een eenoogkreeftjessoort uit de familie van de Miraciidae. De wetenschappelijke naam van de soort is voor het eerst geldig gepubliceerd in 1982 door Pallares.